# DearS
《DearS》（中文：親愛一族）是由雙人團體PEACH-PIT創作的愛情喜劇題材日本漫畫，為PEACH-PIT首次長篇連載作品。於MediaWorks的《電擊Comic GAO！》上連載，單行本共8卷。在台灣由東立出版社代理出版。其作品還有自原作改編的動畫及PlayStation 2遊戲軟體。

## 故事介紹
來自宇宙的UFO突然墜落到了東京灣內。無法回到遙遠故鄉的宇宙人們，被日本政府稱作「DearS」（意思是「親愛一族」），並接受他們、給予他們人權，採用「借宿」到學校留學的方式讓他們學習日本文化。故事即是發生在此背景底下，一位平凡高中生「幾原武哉」與DearS美少女「零」的主僕(?)關係的生活。

## 登場人物

### 主角群

#### 地球人
- 幾原 武哉（いくはら たけや），聲優：谷山紀章

神奈川縣立小春高級中學2年級，本作男主角，有懼高症。
- 和泉寧寧子（いずみ ねねこ），聲優：齋藤千和

女主配角之一，武哉的青梅竹馬以及武哉住宿地方的房東的女兒，但小的時候母親就已經過世了，對於武哉有好感。

#### DearS
- 零（れい），聲優：清水愛

身分不明的DearS美少女，本作女主角。本名不詳，零是武哉替她命名。
獨坐在路上時被武哉發現，因為一些事故而被帶回住所。一開始不通人語，卻只花一個晚上就掌握了日語。
- 繆（ミゥ），聲優：中原麻衣

### 其他地球人

#### 小春高校
- 及川 彦郎（おいかわ ひころう），聲優：山口勝平

家裡經營麵包店，是武哉摯友之一。
- 野仲 宏史（のなか ひろふみ），聲優：諏訪部順一

是個美男子，在學校很受到女性歡迎，是個花花公子。
- 芳峰 蜜香（よしみね みつか），聲優：井上喜久子

小春高校的老師，常常穿著的很色情來教課，教課有時會做出色情的動作。

#### 商店街的人們
- 及川彦郎的父親，動畫只出現配音，人物則在動畫中未出現。

經營著一家麵包店，但由於特別喜歡DearS，常常偷偷大方送麵包給DearS們，被妻子(及川彦郎的母親)發現後，而常常被修理。
- 及川彦郎的母親，動畫只出現配音，人物則在動畫中未出現。

經營著一家麵包店，因為丈夫常常沉迷於DearS的美色和誘惑，而生氣的修理丈夫。
- 賣魚販的老闆

城鎮中專賣各種魚或海鮮的店。

#### 武哉的家人
- 幾原 菜月（いくはら なつき），聲優：新谷良子

武哉的義妹，父親再婚後的對象所帶來的孩子，睡相很難看。
- 幾原 晴海（いくはら はるみ），聲優：鈴木麻里子

武哉的義母，父親再婚後的對象。
- 幾原 武造（いくはら たけぞう），動畫只出現配音，人物則在動畫中未出現。

武哉的親父。

#### 寧寧子的家人
- 和泉太一，動畫只出現配音，人物則在動畫中未出現。

寧寧子的弟弟。

### 其他DearS
- 紀（キィ），聲優：澤城美雪

男性的DearS。
- 妮亞（ニア），聲優：田村由香里
- 薩基（ザキ），聲優：平田廣明

男性的DearS。
- 露菲（ルビ），聲優：豐口惠
- 菲娜（フィナ）

## 出版書籍
| 卷數 | MediaWorks     | MediaWorks         | 東立出版社     | 東立出版社         |
| 卷數 | 發售日期       | ISBN               | 發售日期       | ISBN               |
| ---- | -------------- | ------------------ | -------------- | ------------------ |
| 1    | 2002年3月27日  | ISBN 4-8402-2086-7 | 2003年10月15日 | ISBN 986-11-2820-4 |
| 2    | 2002年9月27日  | ISBN 4-8402-2206-1 | 2004年11月4日  | ISBN 986-11-2821-2 |
| 3    | 2003年3月27日  | ISBN 4-8402-2343-2 | 2004年12月6日  | ISBN 986-11-5624-0 |
| 4    | 2003年9月27日  | ISBN 4-8402-2478-1 | 2004年12月23日 | ISBN 986-11-5625-9 |
| 5    | 2004年3月27日  | ISBN 4-8402-2651-2 | 2005年2月16日  | ISBN 986-11-5626-7 |
| 6    | 2004年8月27日  | ISBN 4-8402-2797-7 | 2005年9月6日   | ISBN 986-11-6821-4 |
| 7    | 2005年3月26日  | ISBN 4-8402-3011-0 | 2005年9月30日  | ISBN 986-11-6822-2 |
| 8    | 2005年12月17日 | ISBN 4-8402-3289-0 | 2006年6月26日  | ISBN 986-11-7907-0 |

### 相關書籍
- DearS 公式コミックファンブック（公式漫畫導讀手冊）
  - 2005年2月26日發售、ISBN 4-8402-2980-5
- DearS PEACH-PIT画集
  - 2006年3月27日發售、ISBN 4-8402-3340-3

## 電視動畫
電視動畫於2004年7月10日至2004年9月25日間在tvk首播，全13話（12話＋1話收錄於DVD版中）。

### 製作人員
原作：PEACH-PIT『DearS』
監督：鈴木行
系列構成、腳本：吉岡孝夫
人物設定：越智信次
機械設定：渡邊義弘
美術監督：鈴木俊輔
色彩設計：馬庭由佳
編輯：田中恒嗣
音響監督：菊田浩巳
音樂：長谷川智樹
音樂製作：Lantis
製片：GENCO
動畫製作：童夢
製作：TeaM DearS（萬代影視、MediaWorks、Lantis、GENCO）

### 主題曲
- 片頭曲「ラブスレイブ」

作詞・作曲 - 桃井晴子、編曲 - 小池雅也、歌 - UNDER17
- 片尾曲「HAPPY COSMOS」

作詞 - 畑亞貴、作曲・編曲 - 田村信二、歌 - PoppinS

### 各話列表
| 話数 | 日文標題 | 分鏡            | 演出           | 作畫監督                            |
| ---- | -------- | --------------- | -------------- | ----------------------------------- |
| 1    |          | 鈴木行          | 江島泰男       | 清丸悟                              |
| 2    |          | オザワカズヒロ  | オザワカズヒロ | 齋藤雅和 米本亨 大河原晴男 石川洋一 |
| 3    |          | 谷岡しろう      | 渡邊淳一       | 村上龍一                            |
| 4    |          | 米田和博        | 米田和博       | ふくだのりゆき                      |
| 5    |          | あべたつや      | 三宅雄一郎     | 阿部達也                            |
| 6    |          | 鈴木行          | 渡邊淳一       | 蒼邑鹿三 山沢実                     |
| 7    |          | オザワカズヒロ  | オザワカズヒロ | 松原一之                            |
| 8    |          | 水本葉月 鈴木行 | 米田和博       | ふくだのりゆき                      |
| 9    |          | 福本潔          | 福本潔         | 青野厚司 岡村正弘                   |
| 10   |          | 鈴木行          | 米田和博       | 越智信次                            |
| 11   |          | 鈴木行 勇轍夫   | 広嶋秀樹       | 梶浦紳一郎                          |
| 12   |          | 倉田ちとせ      | オザワカズヒロ | 阿部達也 清丸悟                     |
| 13   |          | 鈴木行          | 米田和博       | ふくだのりゆき 越智信次             |

※第10話未在電視播放送。收錄在DVD。

### 播放電視台
首播另有播放特別節目《DearS 前夜祭 ～はじめてなんです～》。
| 播放地區 | 播放電視台     | 播放日期               | 播放時間             | 聯播網         | 備註   |
| -------- | -------------- | ---------------------- | -------------------- | -------------- | ------ |
| 神奈川縣 | 神奈川電視台   | 2004年7月3日 - 9月25日 | 星期六 24:30 - 25:00 | 獨立UHF局      |        |
| 千葉縣   | 千葉電視台     | 2004年7月4日 - 9月26日 | 星期日 23:30 - 24:00 | 獨立UHF局      |        |
| 埼玉縣   | 埼玉電視台     | 2004年7月4日 - 9月26日 | 星期日 24:35 - 25:05 | 獨立UHF局      |        |
| 愛知縣   | 愛知電視台     | 2004年7月5日 - 9月27日 | 星期一 25:58 - 26:28 | 東京電視台系列 |        |
| 廣島縣   | 廣島HOME電視台 | 2004年7月5日 - 9月27日 | 星期一 26:16 - 26:46 | 朝日電視台系列 |        |
| 北海道   | TV北海道       | 2004年7月5日 - 9月27日 | 星期一 26:30 - 27:00 | 東京電視台系列 |        |
| 兵庫縣   | SUN電視台      | 2004年7月6日 - 9月28日 | 星期二 24:00 - 24:30 | 獨立UHF局      |        |
| 東京都   | 東京都會電視台 | 2004年7月6日 - 9月28日 | 星期二 25:00 - 25:30 | 獨立UHF局      |        |
| 福岡縣   | TVQ九州放送    | 2004年7月6日 - 9月28日 | 星期二 26:55 - 27:25 | 東京電視台系列 |        |
| 日本全域 | AT-X           |                        |                      | CS放送         | 有重播 |

## 廣播劇節目
《DearS×DearS》（ディアーズ・ディアーズ）
主講radio personality的清水愛（飾演零）、中原麻衣（飾演繆）、谷山紀章（飾演武哉）。
於廣播大阪、TBS廣播、信越放送三家電視台的「ゴクラク!もえもえステーション」頻道放映。
2004年4月3日到12月25日期間播放（信越放送隔日播映）。全39回。
2005年1月於網路廣播再行放送、每月更新1回、同年3月全3回播出完畢。
列表
- ご主人さまの命令
- DearS　み〜〜〜っけ！
- うわさのPoppinS
- 武哉のG・E・N・K・A・I　MAX!

## 原聲帶
PoppinS
由飾演Lilyne·Lilyne的中原麻衣與飾演Ruluna·Ruluna的清水愛所組成的音樂組合。
以「謎の宇宙人ユニット」來自稱（他們不是正式的聲優組合）、在CM的CD盒封面登場時以奇葩的服裝與背景當賣點。
唱片分類
- 單曲
  - 恋のJET SHOOTER/SukiSuki☆Moon（2004年5月26日、LACM-4131）
    - ラジオ大阪系「DearS×DearS」主題歌
    - PS2專用遊戲平台『DearS』主題曲

  - HAPPY COSMOS/地球にぴんぽ〜ん（2004年8月25日、LACM-4148、DVD付）
    - 電視動畫版主題曲
- 專輯
  - PoppinS SIZE（2004年10月27日、LACA-5330、DVD付）
    1. HAPPY COSMOS【CRAZY ORCHESTRA MIX】
    2. 地球にぴんぽ〜ん【PP style】
    3. 恋のJET SHOOTER【yadabaka mix】
    4. さらっちゃって流れ星
      - ラジオ大阪系「DearS×DearS」新エンディングテーマ

    5. Suki Suki☆Moon【GARDEN mix】
    6. PingPongLoop

## 遊戲
使用PlayStation 2平台，由MediaWorks2004年6月24日發售。分級為CERO15歲以上。
Cina（チナ）役由桃井晴子飾演。

## 合作企劃
於月刊Comic電擊Gao!2004年2月号刊載，由《DearS》的主要角色，與其他雜誌由同作者連載的Rozen Maiden與ZOMBIE-LOAN的主要角色共同演出的合作漫画。
收錄於漫畫單行本第六卷。

## 相關商品
DVD
- DearS 1st contact BCBA-1909
- DearS 2nd contact BCBA-1910
- DearS 3rd contact BCBA-1911
- DearS 4th contact BCBA-1912
- DearS 5th contact BCBA-1913
- DearS 6th contact BCBA-1914
- DearS 7th contact BCBA-1915

## 外部連結
- PEACH-PIT官方網站（日語）
- TOKYO MX.TV 動畫官方網站（页面存档备份，存于）（日語）